# Belvoirpark
Le Belvoirpark est un parc public de la ville de Zurich.